# Famenne

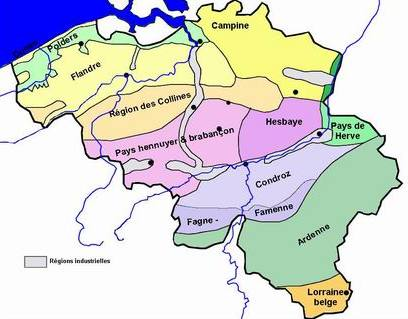
Natur-Regionen Belgiens

Famenne (wallonisch Fåmene) ist ein Naturraum im Südosten Belgiens.

## Geografische Lage
Die Region liegt südlich von Condroz, östlich von Fagne und nördlich der Ardennen. In der Region Wallonien erstreckt sie sich über die Provinzen Namur, Luxembourg und Lüttich.
Die wichtigsten Städte und Gemeinden sind Beauraing, Rochefort, Marche-en-Famenne, Hotton und Durbuy.
Nach Famenne ist die oberste geologische Stufe des Oberdevons, das Famennium, benannt.